# No Man's Land (1987)
No Man's Land is een Amerikaanse misdaadfilm uit 1987, geregisseerd door Peter Werner en geproduceerd door Joseph Stern en Dick Wolf. De hoofdrollen worden vertolkt door D. B. Sweeney, Charlie Sheen en Lara Harris.

## Verhaal
Benjy Taylor (D. B. Sweeney) is een politieman die gek is op dure en snelle auto's. Ted Varrick (Charlie Sheen) is een jonge rijke autodief. Benjy krijgt van z'n chef Bracey (Randy Quaid) opdracht om te zich te vermommen als automonteur bij een 'Chop Shop', een garagebedrijf waar gestolen auto's binnen een paar uur van identiteit wisselen. Om Varricks vertrouwen te winnen, wordt Benjy al snel een zeer professionele autodief. Benjy geniet van z'n plotselinge luxeleventje. Dan ontdekt Varrick dat hij een politieman is.

## Rolbezetting
| Acteur              | Personage                        |
| ------------------- | -------------------------------- |
| D. B. Sweeney       | Benjy Taylor                     |
| Charlie Sheen       | Ted Varrick                      |
| Lara Harris         | Ann Varrick                      |
| Randy Quaid         | Luitenant Vincent Bracey         |
| Bill Duke           | Malcolm                          |
| R.D. Call           | Frank Martin                     |
| Arlen Dean Snyder   | Luitenant Curtis Loos            |
| M. Emmet Walsh      | Kapitein Haun                    |
| Al Shannon          | Danny                            |
| Bernie Pock         | Ridley                           |
| Kenny Endoso        | Leon                             |
| James F. Kelly      | Brandon                          |
| Lori Butler         | Suzanne                          |
| Clare Wren          | Deborah                          |
| Philip Benichou     | Michel                           |
| Linda Carol         | Feest Meisje                     |
| Danitza Kingsley    | Margot                           |
| Peggy McCay         | Benjy's Moeder                   |
| Linda Shayne        | Peggy                            |
| Robert Pierce       | Jim                              |
| Claude Earl Jones   | Oom Roy                          |
| Jan Burrell         | Tante Rhea                       |
| Channing Chase      | Tante Fran                       |
| Jessica Puscas      | Mary Jean                        |
| Molly Carter        | Colleen                          |
| Florence Schauffler | Appartementmanager               |
| Guy Boyd            | Jaws                             |
| Henry G. Sanders    | Heath                            |
| Gary Riley          | Cal                              |
| Jenny Gago          | Tory Bracey                      |
| Scott Lincoln       | Bailey                           |
| James W. Smith      | Winkelcentrumbewaker             |
| Jack Yates          | Winkelcentrumbewaker             |
| Tom Santo           | Juio                             |
| Anthony Palmer      | Supplier                         |
| Jeff O'Haco         | Kamerdienaar                     |
| Mario Roberts       | Kamerdienaar                     |
| Michael Riley       | Horton                           |
| Denis Hartigan      | Duncan                           |
| Richard Burns       | Automonteur (niet op aftiteling) |
| John Gocha          | Porsche Monteur                  |
| Brad Pitt           | Kelner (niet op aftiteling)      |
| Jeff Duran          | Dief (niet op aftiteling)        |
| The Untouchables    | Band                             |